# Antonella Zedda
Antonella Zedda (Cagliari, 17 gennaio 1976) è una politica italiana.

## Biografia
Nel 1995 consegue il diploma di geometra all'istituto tecnico commerciale e per geometri a Isili con 54 sessantesimi. Si iscrive poi all'Università degli Studi di Siena, nel 1997 si trasferisce all'Università degli Studi di Cagliari. 
Lavora sin da giovanissima nella azienda agricola di famiglia. Per qualche anno lavora come geometra in uno studio di consulenza, dal 2014 esercita la professione di agente assicurativo. Continua negli anni la collaborazione di consulenza aziendale nell'azienda vitivinicola di famiglia.

## Attività politica
Inizia la sua attività politica da giovanissima, nel suo paese di origine frequentando i referenti cittadini del Movimento Sociale Italiano. Nel 1997 arriva a Cagliari e si iscrive alla sezione cittadina "Caravella" di Azione Giovani, movimento giovanile di Alleanza Nazionale, di cui diviene coordinatrice regionale per la Sardegna, e di Azione universitaria, di cui è eletta presidente per la provincia di Cagliari ed è componente dell'esecutivo nazionale.
Alle elezioni politiche del 2008 viene candidata alla Camera dei Deputati nella circoscrizione Sardegna nella lista del Popolo della Libertà, ma non risulta eletta. Nel 2009 segue la confluenza di AN nel Popolo della Libertà, di cui diviene vice-coordinatrice per la provincia di Cagliari e presidente regionale della Giovane Italia. Alle elezioni amministrative del 2010 si candida al consiglio della provincia di Cagliari per il PdL, ma non viene eletta. In quella tornata elettorale il centro-destra si presenta spaccato alle elezioni e vincerà Graziano Milia canditato del centro sinistra. 
Nel 2012 lascia il PdL e aderisce a Fratelli d'Italia.
Nel 2019 è nominata consulente dell'assessore regionale alla difesa dell'ambiente Gianni Lampis, anch'egli di Fratelli d'Italia. Alle elezioni europee di quell'anno è candidata nelle liste di FdI per la circoscrizione Italia insulare, ottenendo 13.549 preferenze, senza però essere eletta, risulterà per la regione Sardegna, nel suo partito, la più votata . Nel mese di dicembre 2019 riceve da Giorgia Meloni l'incarico di coordinatore regionale del partito in Sardegna da cui si dimetterà ufficialmente nel settembre 2024, a quella data, in Sardegna, risulterà il più longevo coordinatore regionale del suo partito. 
Alle elezioni politiche anticipate del 2022 viene candidata al Senato della Repubblica  , come capolista nella lista proporzionale regionale e nel collegio uninominale Sardegna - 01 (Cagliari). Viene eletta  nell'uninominale per il centrodestra (in quota FdI), ottenendo il 39,48% e battendo Maria Del Zompo del centro-sinistra (27,35%) e Sabrina Licheri del Movimento 5 Stelle (21,96%).
Dal 9 novembre 2022 è Vicepresidente del Gruppo al Senato di Fratelli d'Italia, il Presidente del gruppo è il senatore Lucio Malan.
Compente della 3ª Commissione permanente (Affari esteri e difesa) 
Componente della 6ª Commissione permanente (Finanze e tesoro) 
Compente della Commissione bicamerale per l'attuazione del federalismo fiscale 
Vicepresidente della Commissione bicamerale per il contrasto degli svantaggi derivanti dall'insularità 
Dal 21 maggio 2025 è componente della Commissione di inchiesta su emergenza sanitaria epidemiologica da SARS-CoV-2